# Lou Cifer and the Hellions
Lou Cifer and the Hellions ist eine deutsche Teddy-Boy-Band aus dem Ruhrgebiet.

## Geschichte
Lou Cifer and The Hellions wurde 1995 von Mitgliedern der Rockabillygruppen Mess of Booze und Ton-Up Rockers als Studioprojekt gegründet. Seit Beginn spielt die Band nur selbst verfasste Songs und tritt unter Pseudonymen auf.
1997 erfolgten die ersten Liveauftritte in Finnland, Schweden, Norwegen und Deutschland. 1998 folgte eine Tournee durch England. Ihre wilde Bühnenperformance beinhaltete zudem auch immer eine Comedy-Einlagen. 2011 wirkte die Band in dem Dokumentarfilm Rockabilly Ruhrpott mit. Seit 2019 steht die Band beim Bremer Label Bear Family Records unter Vertrag.

## Diskografie

### Alben
- 1999: Welcome to Rockville
- 2004: The Rockville Incidents
- 2005: Rockville Razor Rhapsody
- 2008: Rockville Nocturne
- 2012: Rock! Bop! Rockville
- 2017: CollecTED!
- 2019: Rockville Revelation
- 2021: Hell in the Barn – Live

### Singles und EPs
- 1995: Arrested!
- 1997: Convicted!
- 1997: Devil's Awakening
- 2005: Tedtoed!
- 2005: Proper Daddy
- 2014: Now You Do

## Filmografie
- 2011: Rockabilly Ruhrpott (Dokumentarfilm)